# Payrac
Payrac är en kommun i departementet Lot i regionen Occitanien i södra Frankrike. Kommunen ligger i kantonen Payrac som tillhör arrondissementet Gourdon. År 2022 hade Payrac 666 invånare.

## Befolkningsutveckling
Antalet invånare i kommunen Payrac
| Referens: INSEE |